# Leo Komarov
Leonid "Leo" Aleksandrovič Komarov (rusky Леонид Александрович Комаров; * 23. ledna 1987 Narva) je finský hokejový útočník ruského původu, který momentálně působí v klubu IFK Helsinky v nejvyšší finské lize. V roce 2006 byl ze 180. pozice draftován klubem Toronto Maple Leafs.
Vyrůstal ve Finsku a je prvním hráčem narozeným v Estonsku, který hrál v NHL. Komarov byl členem zlatého finského mužstva na Mistrovství světa v ledním hokeji 2011 na Slovensku.

## Klubové statistiky
| Sezóna        | Klub                | Soutěž        |     | Základní část | Základní část | Základní část | Základní část | Základní část |    | Play off | Play off | Play off | Play off | Play off |
| Sezóna        | Klub                | Soutěž        | Z   | G             | A             | B             | TM            | Z             | G  | A        | B        | TM       |          |          |
| 2005–06       | Ässät Pori          | SM-liiga      | 44  | 3             | 3             | 6             | 106           | 14            | 1  | 3        | 4        | 22       |          |          |
| 2006–07       | Pelicans Lahti      | SM-liiga      | 49  | 3             | 9             | 12            | 108           | 6             | 1  | 0        | 1        | 6        |          |          |
| 2007–08       | Pelicans Lahti      | SM-liiga      | 53  | 4             | 10            | 14            | 76            | 6             | 1  | 1        | 2        | 8        |          |          |
| 2008–09       | Pelicans Lahti      | SM-liiga      | 56  | 8             | 16            | 24            | 144           | 10            | 0  | 1        | 1        | 16       |          |          |
| 2009–10       | HK Dynamo Moskva    | KHL           | 47  | 5             | 11            | 16            | 44            | 4             | 0  | 1        | 1        | 16       |          |          |
| 2010–11       | HK Dynamo Moskva    | KHL           | 52  | 14            | 12            | 26            | 70            | 6             | 4  | 2        | 6        | 2        |          |          |
| 2011–12       | HK Dynamo Moskva    | KHL           | 46  | 11            | 13            | 24            | 58            | 20            | 5  | 2        | 7        | 49       |          |          |
| 2012–13       | Toronto Marlies     | AHL           | 14  | 6             | 3             | 9             | 22            | —             | —  | —        | —        | —        |          |          |
| 2012–13       | HK Dynamo Moskva    | KHL           | 13  | 2             | 8             | 10            | 42            | —             | —  | —        | —        | —        |          |          |
| 2012–13       | Toronto Maple Leafs | NHL           | 42  | 4             | 5             | 9             | 18            | 7             | 0  | 0        | 0        | 17       |          |          |
| 2013–14       | HK Dynamo Moskva    | KHL           | 52  | 12            | 22            | 34            | 42            | 7             | 3  | 1        | 4        | 22       |          |          |
| 2014–15       | Toronto Maple Leafs | NHL           | 62  | 8             | 18            | 26            | 18            | —             | —  | —        | —        | —        |          |          |
| 2015–16       | Toronto Maple Leafs | NHL           | 67  | 19            | 17            | 36            | 40            | —             | —  | —        | —        | —        |          |          |
| 2016–17       | Toronto Maple Leafs | NHL           | 82  | 14            | 18            | 32            | 31            | 6             | 0  | 1        | 1        | 2        |          |          |
| 2017–18       | Toronto Maple Leafs | NHL           | 74  | 7             | 12            | 19            | 31            | 2             | 0  | 0        | 0        | 0        |          |          |
| 2018–19       | New York Islanders  | NHL           | 82  | 6             | 20            | 26            | 42            | 8             | 1  | 1        | 2        | 8        |          |          |
| 2019–20       | New York Islanders  | NHL           | 48  | 4             | 10            | 14            | 10            | 17            | 1  | 2        | 3        | 2        |          |          |
| 2020–21       | New York Islanders  | NHL           | 33  | 1             | 7             | 8             | 15            | 19            | 0  | 3        | 3        | 14       |          |          |
| 2021–22       | New York Islanders  | NHL           | 1   | 0             | 0             | 0             | 2             | —             | —  | —        | —        | —        |          |          |
| 2021–22       | SKA Petrohrad       | KHL           | 18  | 4             | 2             | 6             | 12            | 16            | 1  | 2        | 3        | 6        |          |          |
| 2022–23       | Luleå HF            | SHL           | 49  | 9             | 9             | 18            | 26            | 5             | 0  | 1        | 1        | 27       |          |          |
| 2023–24       | IFK Helsinky        | Liiga         |     |               |               |               |               |               |    |          |          |          |          |          |
| Liiga celkově | Liiga celkově       | Liiga celkově | 202 | 18            | 38            | 56            | 434           | 36            | 3  | 5        | 8        | 52       |          |          |
| KHL celkově   | KHL celkově         | KHL celkově   | 228 | 48            | 68            | 116           | 268           | 53            | 13 | 8        | 21       | 95       |          |          |
| NHL celkově   | NHL celkově         | NHL celkově   | 491 | 63            | 107           | 170           | 207           | 59            | 2  | 7        | 9        | 45       |          |          |

#### Profily
- Leo Komarov – statistiky na Hockeydb.com (anglicky)
- Leo Komarov – statistiky na Elite Prospects (anglicky)
- Leo Komarov – statistiky na NHL.com